# Лисп машина
Лисп машине су рачунари опште намене дизајнирани да ефикасно покрећу Лисп као свој главни софтвер и програмски језик, обично путем хардверске подршке. Они су пример рачунарске архитектуре са језиком високог нивоа и на неки начин су били прве комерцијалне радне станице за појединачне кориснике (енгл. single user). Упркос скромном броју (можда 7.000 јединица укупно од 1988. године), Лисп машине су биле претеча многих данас уобичајених технологија, укључујући ефикасно сакупљање смећа, ласерско штампање, системе за прозоре, рачунарске мишеве, растерску графику високе резолуције, рачунарско графичко приказивање и иновације у умрежавању као што је Chaosnet. Неколико компанија је 1980-их производило и продавало Лисп машине: Symbolics (3600, 3640, KSL1200, MacIvori и други модели), Lisp Machines Incorporated (LMI-Lambda), Texas Instruments (Explorer и MicroExplorer) и Xerox (Interlisp-D workstations). Оперативни системи су били написани у Лиспу (енгл. Lisp Machine Lisp), Интерлиспу (енгл. Interlisp), а касније делимично и у Common Lisp-у.

## Историја

### Историјски контекст
Рачунарски програми за вештачку интелигенцију 1960-их и 1970-их су захтевали оно што се тада сматрало огромном снагом рачунара, која се одређивала брзином процесора и меморијским простором. Снага рачунара потребна за истраживања вештачке интелигенције погоршана је симболичким програмским језиком Лисп, када је комерцијални хардвер дизајниран и оптимизован за програмске језике сличне Асемблеру и Фортрану. 
У почетку, с обзиром на високу цену таквог хардвера, исти је морао бити дељен између већег броја корисника. Како је технологија интегрисаних кола смањила величину и цену рачунара 1960-их и раних 1970-их година, а потребе програма вештачке интелигенције за меморијским простором су почеле да премашују адресни простор уобичајеног истраживачког рачунара (DEC PDP-10), истраживачи су размотрили нови приступ: рачунар дизајниран специјално за развој и покретање великих програма вештачке интелигенције, прилагођен семантици језика Лисп. Да би оперативни систем остао релативно једноставан, ове машине се нису делиле, већ су биле намењене појединачним корисницима.

### Почетни развој
1973. године, Ричард Гринблат (енгл. Richard Greenblatt) и Томас Најт (енгл. Thomas Knight), програмери у Лабораторији за вештачку интелигенцију на Масачусетском технолошком институту (енгл. Massachusetts Institute of Technology (MIT) Artificial Intelligence Laboratory (AI Lab)) покренули су Пројекат Лисп Машина, када су први пут започели изградњу рачунара ожиченог за покретање одређених основних операција програмског језика Лисп, уместо да их покреће у софтверу, у 24-битној архитектури. Машина је такође извршавала инкрементално (или Arena) сакупљање смећа. Тачније, с обзиром на то да се Лисп променљиве укуцавају у време извођења, уместо у време компајлирања, једноставно додавање две променљиве би могло трајати пет пута дуже на конвенционалном хардверу, због инструкција тестирања и гранања. Лисп Машине су изводиле тестове паралелно са конвенционалнијим додацима појединачних инструкција. Уколико истовремени тестови не би успели, резултат би био одбачен и поново израчунат; то би у многим случајевима значило повећање брзине за неколико фактора. Овај приступ истовремене провере коришћен је и при тестирању граница низова при позивању, и другим потребама управљања меморијом (не само сакупљање смећа или низови).
Провера типова је додатно побољшана и аутоматизована када је конвенционална реч од 32 бита продужена на 36 битова за Лисп машине модела Symbolics 3600 и на крају на 40 битова или више (обично су се додатни битови, који нису искоришћени на даље наведен начин, користили у кодовима за исправљање грешака). Прва група додатних битова коришћена је за чување података о типу, чинећи машину означеном архитектуром (енгл. tagged architecture) , а преостали битови су коришћени за имплементацију CDR кодирања (при чему су уобичајени повезани елементи листе компресовани тако да заузимају отприлике половину простора), што помаже сакупљању смећа. Додатно побољшање су биле две инструкције у микропрограму које су посебно подржавале Лисп функције, умањујући трошкове позивања функције на скоро 20 циклуса такта, у неким имплементацијама Symbolics-а.
Прва машина се звала CONS машина, названа по конструктору у језику Лисп. Често је била називана и Knight машина, због тога што је Томас Најт (енгл. Thomas Knight) написао своју магистарску тезу на ту тему која је била изузетно добро прихваћена. Касније је унапређена у CADR верзију која је, у суштини, била базирана на истој архитектури. Око 25 прототипова CADR машине продато је унутар и изван МИТ-а за отприлике 50.000 америчких долара. Брзо је постала омиљена машина за хаковање, велики број популарних софтверских алата је пренето на њу. Машина је била толико добро прихваћена на конференцији за вештачку интелигенцију, која је одржана на МИТ-у 1978. године, да је Агенција за напредне истраживачке одбрамбене пројекте (DARPA) почела да финансира њен развој.

### Комерцијализација технологије МИТ Лисп машине
Године 1979. Расел Нофтскер (енгл. Russell Noftsker), убеђен да Лисп машине имају светлу комерцијалну будућност због снаге језика Лисп и омогућавајућег фактора хардверског убрзања, предложио је Ричарду Гринблату (енгл. Richard Greenblatt) да комерцијализују технологију. Гринблат је пристао, надајући се да би могао да рекреира неформалну и продуктивну атмосферу Лабораторије у правом пословном окружењу. Његове идеје и циљеви су се знатно разликовали од Нофтскерових. Дуго су преговарали, али ниједан није пристао на компромис. С обзиром на то да је предложена фирма могла успети само уз заједничку помоћ групе хакера из Лабораторије, Нофтскер и Гринблат су одлучили да је судбина предузећа у њиховим рукама, па су избор препустили хакерима.
Расправе о избору које су уследиле поделиле су лабораторију у две групе. У фебруару 1979. године ствари су дошле до врхунца. Хакери су подржали Нофтскера, верујући да смела комерцијална компанија подржана фондовима има веће шансе да опстане и комерцијализује Лисп машине, него Гринблатова самоодржива старт-ап компанија.
У том тренутку се полако саставило Нофтскерово предузеће Symbolics. Иако је Нофтскер плаћао своје запослене, он није имао зграду, нити опрему на којој би хакери могли да раде. Нагодио се са Патриком Винстоном (енгл. Patrick Winston) да ће, у замену за дозволу да запослени Symbolics-а наставе да раде на МИТ-у, Symbolics дозволити МИТ-у да интерно и слободно користи сав софтвер који је Symbolics развио. Око осам месеци након поразне ситуације са Нофтскером, консултант из CDC-а (Control Data Corporation), који је покушавао да направи рачунарску апликацију у природном програмском језику, заједно са групом програмера са западне обале, дошао је код Гринблата тражећи Лисп машину на којој би његова група могла да ради. Гринблат је одлучио да оснује своју ривалску фирму Лисп машина, али му није ишло од руке. Консултант, Александер Јакобсон (енгл. Alexander Jacobson) схватио је да, једини начин да Гринблат покрене фирму и направи Лисп машину коју је Јакобсон толико очајнички желео, јесте да му Јакобскон помогне и да га погура. Јакобсон је саставио пословне планове, управни одбор и нашао партнера за Гринблата. Новооснована фирма названа је LISP Machine, Inc. (LMI), а финансирана је била од стране CDC-а, преко Јакобсона.
Отприлике у то време, Нофтскерова фирма Symbolics је почела са радом. Фирма је била ометена великим кашњењима у набављању ризичног капитала и Нофтскеровим обећањем према Гринблату да ће му дати годину дана предности. Symbolics су и даље били у великој предности јер је око 14 хакера из Лабораторије за вештачку интелигенцију остало да ради за њих, док је само троје или четворо прешло да ради за Гринблата. Двојица хакера из Лабораторије, Ричард Столман (енгл. Richard Stallman) и Марвин Мински (енгл. Marvin Minsky), нису се запослили ни у једној, ни у другој фирми. Столман је ипак окривио Symbolics за опадање хакерске заједнице из Лабораторије. Сталман је, током периода од две године, од 1982. до краја 1983. радио сам на клонирању производа који су правили програмери у Symbolics-у, са циљем да их спречи да стекну монопол на лабораторијским рачунарима.
Након низа интерних борби, Symbolics су ипак успели да се уздигну 1980/1981. године, продавши CADR машину као LM-2, док су је Lisp Machines Incorporated продали као LMI-CADR. Symbolics нису намеравали да произведу много LM-2 машина, јер је породица 3600 машине Лисп требало брзо да се испоручи, али је било доста одлагања, и Symbolics су на крају направили око 100 LM-2 машина, где је свака појединачно коштала 70.000 америчких долара. Обе фирме су развиле производе друге генерације засноване на CADR: Symbolics 3600 и LMI-LAMBDA (од којих је продато око 200 LMI машина). Машина 3600, која је испоручена годину дана касније него што је требало, надограђена је у односу на CADR тако што је машинска реч проширена на 36 битова, а адресни простор на 28 битова, и додат је хардвер за убрзање одређених уобичајених функција које су имплементиране у микропрограму на CADR машини. Машина LMI-LAMBDA, која је изашла годину дана након машине 3600, 1983. године, била је компатибилна са CADR машином (могла је да покрене CADR микропрограм), али су постојале хардверске разлике. Компанија Texas Instruments (TI) придружили су се такмичењу када су лиценцирали дизајн LMI-LAMBDA и направили своју верзију - Explorer. Неки од LMI-LAMBDA и TI Explorer модела били су двоструки системи (енгл. dual boot), имали су и Lisp и Unix процесор. Texas Instruments су такође развили верзију свог Лисп процесора са 32-битним микропроцесором за Explorer. Овај Лисп чип је такође коришћен за MicroExplorer - NuBus плочу за Apple Macintosh II (NuBus плоча је првобитно развијена на МИТ-у за употребу на Лисп машинама).
Symbolics су наставили да развијају породицу 3600 и њен оперативни систем Genera, и направили су Ivory, VLSI имплементацију Symbolics архитектуре. Почевши од 1987. године, развијено је неколико машина базираних на Ivory процесору: плоче за Sun и Mac, самосталне радне станице, па чак и уграђене системе (I-Machine Custom LSI, Symbolics XL-400, UX-400, MacIvory II; 1989. године доступне платформе су биле: Symbolics XL-1200, MacIvory III, UX-1200, Zora, NXP1000 "pizza box"). Texas Instruments претворили су Explorer у силицијум као MicroExplorer који је био понуђен као картица за Apple Mac II. LMI је напустио CADR архитектуру и развио сопствену K-Machine, али је LMI банкротирао пре него што је машина могла да се стави на тржиште. Пре него што је пропао, LMI је радио на дистрибуираном систему за LAMBDA користећи Moby простор.
Ове машине су имале хардверску подршку за разне примитивне Лисп операције (тестирање типа података, CDR кодирање), затим хардверску подршку за инкрементално сакупљање смећа и такође су веома ефикасно покретале велике Лисп програме. Symbolics машина била је конкурент многим комерцијалним супер мини компјутерима, али никада није прилагођена за конвенционалне сврхе. Symbolics Лисп машине су такође продаване на неким тржиштима која нису везана за вештачку интелигенцију, попут рачунарске графике, моделирања и анимације.
Лисп машине изведене из МИТ-а имале су Лисп дијалект који се звао Lisp Machine Lisp, изведен из МИТ-овог Maclisp-а. Оперативни системи су били написани од темеља у Лиспу, често користећи објектно-оријентисане екстензије. Касније, ове Лисп машине су такође подржавале различите верзије Common Lisp-а (Flavors, New Flavors, и Common Lisp Object System (CLOS)).

### Interlisp, BBNиXerox
Болт, Беранек и Њуман (енгл. Bolt, Beranek and Newman (BBN)) развили су своју властиту Лисп машину и назвали су је Jericho, која је покретала верзију Interlisp-а. Никада је нису пласирали на тржиште. Исфрустрирани, сви из групе за вештачку интелигенцију су поднели оставку и већина је прешла да ради за Xerox. Дакле, Xerox истраживачки центар Пало Алто (енгл. Xerox Palo Alto Research Center) је, паралелно са Гринблатовим развојем машине на МИТ-у, развијао своје Лисп машине, које су биле дизајниране да покрећу InterLisp, а касније и Common Lisp. Исти хардвер је коришћен са различитим софтвером, и као Smalltalk машине, и као Xerox Star информациони систем (укључујући: Xerox 1100, Dolphin (1979); Xerox 1132, Dorado; Xerox 1108, Dandelion (1981); Xerox 1109, Dandetiger; и Xerox 1186/6085, Daybreak). Оперативни систем Xerox Лисп машина такође је пренесен на виртуелну машину и доступан је за неколико платформи као производ под именом Medley. Xerox машина је била позната по свом напредном развојном окружењу (InterLisp-D), ROOMS прозор менаџеру, по свом раном графичком корисничком интерфејсу и по новим апликацијама попут NoteCards (једна од првих хипертекстуалних апликација). 
Xerox је такође радио на Лисп машини заснованој на раду са смањеним скупом инструкција, користећи 'Xerox Common Lisp Processor' процесор, и било је планирано пласирање на тржиште 1987. године, што се ипак није догодило.

### Развој Лисп машина изван Сједињених Држава
У периоду од 1984. до 1985. године, британска фирма Racal-Norsk, заједничка подружница Racal-а и Norsk Data, покушала је да пренамени Norsk Data-ин ND-500 supermini као микрокодирану Лисп машину, са CADR софтвером: Систем за обраду знања (енгл. Knowledge Processing System (KPS)).
Било је неколико покушаја јапанских произвођача да се прикључе тржишту Лисп машина: копроцесор мејнфрејм рачунара - Фуџицу-ов (енгл. Fujitsu) Facom-alpha, NTT-ов Elis, Тошибин (енгл. Toshiba) процесор за вештачку интелигенцију и NEC-ов LIME. Неколико универзитета је успело да произведе радне прототипе, међу којима су TAKITAC-7  са Коби Универзитета (енгл. Kobe University), FLATS  са Рикен института (енгл. RIKEN), и  EVLIS  са Универзитета Осака (енгл. Osaka University).
У Француској су се појавила два таква пројекта: M3L на Универзитету Пол Сабатјер у Тулузу (енгл. Toulouse Paul Sabatier University) и, касније, пројекат MAIA.
Сименс (енгл. Siemens) је у Немачкој развио RISC, који је био базиран на Лисп копроцесору COLIBRI.

### Крај Лисп машина
Са доласком AI winter (раздобље смањеног интересовања за област вештачке интелигенције од 1980-их до 2000-их) и почецима микрокомпјутерске револуције, која ће однети у заборав произвођаче минирачунара и радних станица, појавили су се јефтинији десктоп рачунари који су Лисп програме могли да покрећу чак и брже од Лисп машина и то без употребе хардвера специјалне намене. Са пропадањем високопрофитног бизниса заснованог на производњи хардвера, већина произвођача Лисп машина је престала са радом до раних 1990-их. На тржишту су опстале само софтверске фирме попут Lucid Inc. и некадашњи произвођачи хардвера који су се на време преоријентисали на израду софтвера и пружање услуга. Од јануара 2015. године, поред Xerox-а и TI-а, једини произвођачи Лисп машина који су успели да опстану били су Symbolics, који се бавио продајом софтверског окружења за Лисп машине Open Genera и система рачунарске алгебре Macsyma.

### Наслеђе
Учињено је неколико покушаја писања емулатора отвореног кода за различите Лисп машине: CADR Emulation, Symbolics L Lisp Machine Emulation, E3 Project (TI Explorer II Emulation), Meroko (TI Explorer I)  и Nevermore (TI Explorer I). Институ за технологију у Масачусетсу (енгл. MIT – Massachusetts Institute of Technology) је 3. октобра 2005. године лансирао софтвер отвореног кода CADR Lisp Machine.
У септембру 2014. године, програмер Александер Бургер (енгл. Alexander Burger) је најавио PilMCU, као примену програмског језика PicoLisp у хардверу.
У Bitsaver aрхиви PDF докумената  сачувана је опсежна документација за Лисп машине Symbolics, TI Explorer, MicroExplorer  и Xerox Interlisp-D.

### Примена
Домени који су користили Лисп машине су најчешће припадали широкој области примене вештачке интелигенције, али и областима као што су компјутерска графика, обрада слике у медицини и друге. 
Најзначајнији комерцијални експертски системи током 1980-их били су: Intellicorp-ов Knowledge Engineering Environment (KEE), Knowledge Craft Карнеги Групе (енгл. The Carnegie Group Inc.) и ART (Automated Reasoning Tool) корпорације Inference.

## Преглед техничких карактеристика
Лисп машине су у почетку биле дизајниране као персоналне радне станице за развој софтвера у Лиспу. Користила их је само једна особа и није постојала могућност рада у вишекорисничком режиму. Машине су имале велики црно-бели bitmap дисплеј, тастатуру и миша, мрежни адаптер, локалне хард дискове, више од 1 MB RAM меморије, серијске интерфејсе, локалну магистралу за картице за проширење. Графичке картице за приказ у боји, уређаји за рад са тракама (енгл. tape drives) и ласерски штампачи су били опциони.
Процесор није директно покретао Лисп, већ је радио као стек-машина (енгл. stack machine), са похрањеним инструкцијама оптимизованим за компајловани Лисп.
Ране Лисп машине су користиле микро код за инструкције. За неколико операција, провера типа и отпремање су обављани хардверски, током рада. На пример, само једна операција сабирања могла се користити са различитим нумеричким типовима – целим, децималним, рационалним и комплексним бројевима (енгл. integer, float, rational, complex numbers). Резултат је био врло компактан компајловани приказ Лисп кода.

Следећи пример користи функцију која броји елементе листе за коју предикат враћа вредност true.
```
(
defun
 
example-count
 
(
predicate
 
list
)

  
(
let
 
((
count
 
0
))

    
(
dolist
 
(
i
 
list
 
count
)

      
(
when
 
(
funcall
 
predicate
 
i
)

        
(
incf
 
count
)))))

```

Растављени машински код за горе наведену функцију (за микропроцесор Ivory из компаније Symbolics):
```
Command:
 
(
disassemble
 
(
compile
 
#'example-count))

  
0
  
ENTRY:
 
2
 
REQUIRED
,
 
0
 
OPTIONAL
      
;Creating PREDICATE and LIST

  
2
  
PUSH
 
0
                             
;Creating COUNT

  
3
  
PUSH
 
FP
|
3
                          
;LIST

  
4
  
PUSH
 
NIL
                           
;Creating I

  
5
  
BRANCH
 
15

  
6
  
SET
-
TO
-
CDR
-
PUSH
-
CAR
 
FP
|
5

  
7
  
SET
-
SP
-
TO
-
ADDRESS
-
SAVE
-
TOS
 
SP
|-
1

 
10
  
START
-
CALL
 
FP
|
2
                    
;PREDICATE

 
11
  
PUSH
 
FP
|
6
                          
;I

 
12
  
FINISH
-
CALL
-
1
-
VALUE

 
13
  
BRANCH
-
FALSE
 
15

 
14
  
INCREMENT
 
FP
|
4
                     
;COUNT

 
15
  
ENDP
 
FP
|
5

 
16
  
BRANCH
-
FALSE
 
6

 
17
  
SET
-
SP
-
TO
-
ADDRESS
 
SP
|-
2

 
20
  
RETURN
-
SINGLE
-
STACK

```

Оперативни систем је користио виртуелну меморију како би се обезбедио велики адресни простор. Управљање меморијом је обављано сакупљањем смећа. Сав код је делио један адресни простор. Сви објекти података су били складиштени са ознаком у меморији, тако да се тип могао одредити током извођења. Подржано је више нити извођења које су назване процесима. Сви процеси су покретани у једном адресном простору.
Сав софтвер оперативног система написан је у Лиспу. Xerox је користио Interlisp. Symbolics, LMI и TI су користили Lisp Machine Lisp (потомак MacLisp-а). Са појавом Common Lisp-а, Common Lisp је подржан на Лисп машинама, и неки системски софтвер је пренесен на Common Lisp или је касније написан у Common Lisp-у.
Неке касније направљене Лисп машине (попут TI MicroExplorer-а, Symbolics-овог MacIvory-а или Symbolics UX400/1200) више нису биле потпуне радне станице, већ плоче дизајниране за уграђивање у рачунаре домаћине: Apple Macintosh II и SUN 3 или 4.
Неке Лисп машине, попут Symbolics XL1200, имале су опсежне графичке способности јер су користиле посебне графичке плоче. Ове машине су коришћене у областима као што су медицинска обрада слика, 3D анимација и CAD.